# Хурва
Хурва — синагога, расположенная в Еврейском квартале Старого города Иерусалима.
Была основана в начале XVIII века последователями Иегуды Хасида, но уже в 1721 году была разрушена мусульманами. Находилась в руинах более 140 лет, став известна в народе как «Хурва» (ивр. «руины»). Была восстановлена в 1864 году благодаря усилиям раввина Авраама Шломо Залмана Цорефа, но название «Хурва» всё равно оставалось общеупотребительным для её обозначения. Была главной синагогой ашкеназов Иерусалима до разрушения её силами Арабского легиона в 1948 году.

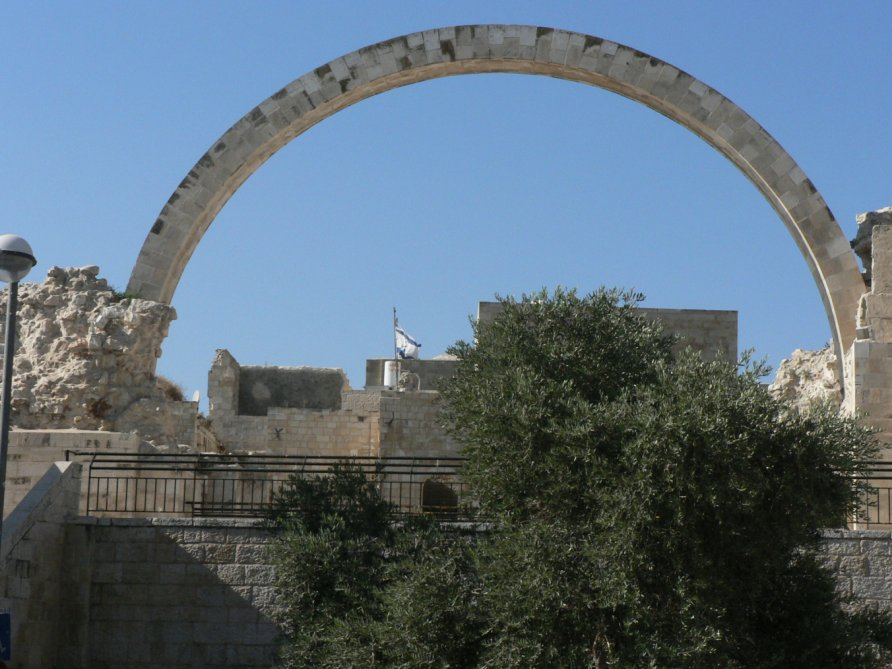
Памятная арка на месте синагоги (1977—2005)

После занятия Иерусалима силами Израиля в 1967 году возникло несколько проектов восстановления синагоги. Первоначально на её месте в 1977 году была возведена памятная арка, а в 2000 году правительством был утверждён план строительства на этом месте новой синагоги, которая должна была стать копией здания XIX века. Новая синагога была открыта 15 марта 2010 года.